# Abdel-Rahman Mahdi
Abdel-Rahman Mahdi († 27. August 2015 nahe Ramadi) war ein irakischer Generalmajor und leitete stellvertretend die Militäroperationen in al-Anbar.
Mahdi starb am 27. August 2015 bei einem Angriff des Islamischen Staates in der Region al-Dschuraischi im Norden von Ramadi, der Hauptstadt des Gouvernements al-Anbar. Unter den Toten befanden sich vier seiner Leibwächter.